# Avass Attila
Avass Attila (Szombathely, 1966. október 16. –) magyar színész.

## Életpályája
Szombathelyen született, 1966. október 16-án. 1985 és 1988 között a zalaegerszegi Hevesi Sándor Színház stúdiójában kezdett színészettel foglalkozni, és itt lett színművész 1991-ben. 1992-től a nyíregyházi Móricz Zsigmond Színházban játszott. Vendégként szerepelt a Bárka Színházban, a tatabányai Jászai Mari Színházban, Gyulán, Kisvárdán és Zsámbékon is. 2012–2023 között a szombathelyi Weöres Sándor Színház tagja volt.

## Fontosabb színpadi szerepei
- Arthur Schnitzler: A Zöld Kakadu... Lebret, szabómester
- Romhányi József: Csipkerózsika... Bonifác, a király fia
- Sue Townsend: A 13 és 3/4 éves Adrian Mole titkos naplója... Adrian Mole
- Ariano Suassuna: A kutya testamentuma... Szerzetes
- Johann Wolfgang von Goethe: Egmont... Ferdinánd, Alba herceg természetes fia
- Jaroslav Hašek: Svejk... Fegyőr, Rikkancs, Koldus
- Bohumil Hrabal – Ivo Krobot: Szigorúan ellenőrzött vonatok... Kníže, mozdonyvezető
- Alekszandr Iszajevics Szolzsenyicin: A kopasz és a lágerkurva avagy /A munka köztársasága/... Peckes, köztörvényes fogoly
- Fjodor Mihajlovics Dosztojevszkij - Andrzej Wajda: Ördögök... Kirillov
- Nyikolaj Vasziljevics Gogol: A revizor... Konsztantyin Szergejevics Lanyiszlavszkij, tanító
- Makszim Gorkij – Morcsányi Géza: Idelenn (Éjjeli menedékhely)... Kölyök
- Anton Pavlovics Csehov: Platonov... Trileckij, fiatal orvos, Szása bátyja
- Anton Pavlovics Csehov: Sirály... Trepljov
- Anton Pavlovics Csehov: Ivanov... 1. vendég
- Anton Pavlovics Csehov: Három lány... Ferapont
- Mihail Afanaszjevics Bulgakov: Kutyaszív... Pesztruhin elvtárs
- Mihail Afanaszjevics Bulgakov: A Mester és Margarita... Nyikanor Ivanovics Boszoj; Bar-Rabban
- William Shakespeare: Ahogy tetszik... Silvius, pásztor
- William Shakespeare: Sok hűhó semmiért... Claudio
- William Shakespeare: Macbeth... 2. boszorkány
- William Shakespeare: Rómeó és Júlia... Mercutio, a herceg rokona, Romeo barátja
- William Shakespeare: Lear király... Lovag
- William Shakespeare: Hamlet... Hamlet
- William Shakespeare: A velencei kalmár... Lorenzo
- William Shakespeare: Vízkereszt, vagy amit akartok... Nemes Keszeg András
- William Shakespeare: Tévedések (vígjátéka)... Solinus, Efezus hercege
- William Shakespeare: Szentivánéji álom... Fenyvesi Csaba (postás)
- William Shakespeare: Makrancos Kata, avagy a hárpia megzabolázása... Curtio
- William Shakespeare: Titus Andronicus... Road 2.
- Carlo Goldoni: A chioggiai csetepaté... Isidoro, jegyző
- Carlo Goldoni: Két úr szolgája... Silvio, Lombardi fia
- Henrik Ibsen: Peer Gynt... Ingrid apja; Udvarnok manó; Trumpeterstraale; az utas
- Bertolt Brecht: Krétakör... Katona
- Bertolt Brecht: A szecsuáni jólélek... Jang Szun, állástalan repülő
- Arthur Miller: Az ügynök halála... Ben bácsi
- Arthur Miller: A salemi boszorkányok... Francis Nurse, Rebecca férje
- George Bernard Shaw: Szent Johanna... Courcelles
- Friedrich Dürrenmatt: Ötödik Frank... Päuli Neukomm
- Tennessee Williams: Az ifjúság édes madara... Bud
- Federico García Lorca: Vérnász... A Hold
- Gabriel García Márquez: Száz év magány... Pietro Crespi
- Giulio Scarnacci – Renzo Tarabusi: Kaviár és lencse... Nicola Vietoris, Helena fia
- Joe Masteroff – John Kander – Fred Ebb: Kabaré... szereplő
- Klaus Mann: Mefisto... Lorenz
- Peter Weiss: Jean Paul Marat üldöztetése és meggyilkolása... ahogy a charentoni elmegyógyintézet színjátszói előadják De Sade úr betanításában... Duperret (Gyulai Várszínház vendégjáték)
- Jean-Claude Petit - Éric Charden - Guy Bontempelli: Mayflower... Zsebes, zsebtolvaj
- Urs Widmer: Top Dogs... Arthur
- Joanna Laurens: Három madár... Itys
- L. Frank Baum: Óz, a nagy varázsló... Freddy, Madárijesztő
- E. T. A. Hoffmann Az arany virágcserép... szereplő
- John Webster: Amalfi hercegnő... Ferdinánd, Calabria hercege
- Thornton Wilder: Hát akkor itt fogunk élni... sofőr-apuka
- Thornton Wilder: Hajszál híján... Antrobus Árpád
- Peter Stone: Senki sem tökéletes avagy nincs, aki hűvösen szereti... Specc Kolombo
- Nyikolaj Robertovics Erdman: A mandátum... Lenin
- Botho Strauß: A viszontlátás trilógiája... Answald
- Stephen Poliakoff: A természet lágy ölén... Kevin
- Stephen Schwartz - Roger O. Hirson: Pipin... A játékmester
- Reginald Rose: Tizenkét dühös ember... Tizenkettedik esküdt; 2. esküdt
- Roland Schimmelpfennig: Az arab éjszaka... Hans Lomeier
- Dale Wasserman: La Mancha lovagja... Borbély
- Peter Shaffer: Amadeus... Wolfgang Amadeus Mozart
- Neil Simon – Cy Coleman – Dorothy Fields: Sweet Charity... Portás (a Pompei Night Klubban)
- Georges Feydeau: Kis hölgy a Maximból... Utcaseprő
- Vörösmarty Mihály: Csongor és Tünde... Duzzog
- Madách Imre: Az ember tragédiája... Rabszolga; Sergiolus; Patriarcha; 1. Udvaronc; Saint-Just; Katona; Cassius; Eszkimó
- Szigligeti Ede: Liliomfi... Adolf, Swartz fia
- Tóth Ede: A falu rossza... Savanyú Jóska
- Szigeti József: A vén bakancsos és fia a huszár... Dutyi Tóni, falu bolondja
- Heltai Jenő: Szépek szépe... Abu-Mabu
- Füst Milán – Valló Péter: A sanda bohóc... Goldnágel Efráim, a sanda bohóc
- Móricz Zsigmond: Légy jó mindhalálig... Nyilas Misi, IV.B. osztályos tanuló
- Móricz Zsigmond: Sári bíró... Gedi
- Móricz Zsigmond: Rokonok... Péterffy doktor
- Szép Ernő: Lila ákác... Lali, fiatalúr
- Molnár Ferenc: Az üvegcipő... Stetner úr
- Molnár Ferenc: Úri divat... Máté
- Remenyik Zsigmond: Vén Európa Hotel... Lüdecke
- Márai Sándor: Parázs és más... Inas
- Nemes Nagy Ágnes: Bors néni... Játékmester
- Weöres Sándor: A holdbéli csónakos... szereplő (Mesebolt Bábszínház)
- Weöres Sándor: A kétfejű fenevad... Dzserdzsis, janicsár aga; Egy részeg janicsár
- Tamási Áron: Búbos vitéz... Bog, sáfár; Őzbak
- Szilágyi Andor: Leander és Lenszirom... Mar-Szúr hercege, bögölfejedelem
- Szirmai Albert – Bakonyi Károly – Geszti Péter – Mohácsi testvérek – Kovács Márton: Mágnás Miska... szereplő
- Czukor Balázs: Mágnás Misk-parafrázis... szereplő
- Czukor Balázs – Surányi Nóra: Home Bank... szereplő
- Forgách András: Tragédia... Kis János, A tragédia c. novella főszereplője
- Hamvai Kornél: Szigliget... Rendőr főhadnagy
- Székely Csaba: Vitéz Mihály... II.Rudolf, német-római császár
- Szombath András: Szivárvány havasán - Köpönyeg és palást... Héraiskos, püspök, Kopios
- Hevesi Sándor: Császár és komédiás... Theodor, színész
- Presser Gábor – Csetényi Anikó: A piros esernyő... Róka Rudi
- Fejes Endre – Presser Gábor – Sztevanovity Dusán: Jó estét nyár, jó estét szerelem... A fiú
- Presser Gábor – Horváth Péter – Sztevanovity Dusán: A padlás... Üteg
- Katona Imre – Ruszt József: Passió... Lucifer
- Ödön von Horváth: Kasimir és Karoline... Kasimir
- Ábrahám Pál: Bál a Savoyban... Musztafa bey
- Manuel Buňo(Bodó Viktor): Esztrád sokk... szereplő
- Kertész Mihály – Galambos Péter: Senki földje... szereplő
- Németh Ákos: Autótolvajok... Dal
- Németh Ákos: Vörös bál... Pogány
- Fenyő Miklós – Tasnádi István: Made in Hungária... Jerry Lee Lewis
- Tasnádi István: Rovarok... Tetű
- Tasnádi István: Finito... Pál, médiaszemélyiség
- Kárpáti Péter: Pájinkás János... Nemtudomka
- Kárpáti Péter: A negyedik kapu... szereplő (Jászai Mari Színház)
- Kovács Kristóf: Csontzene... Próféta; Feltaláló; A patrol (Zsámbéki szombatok)
- Székely Csaba: Vitéz Mihály... II.Rudolf, német-római császár; Hóhér; Egy székely
- Szombath András: Szivárvány havasán - Köpönyeg és palást... Héraiskos; püspök, Kopios
- Oleg és Vlagyimir Presznyakov: Terrorizmus... Éltes férfi
- Georges Feydeau: Kis hölgy a Maximból... Utcaseprő
- Michael Fryan – Hamvai Kornél: Szigliget... Rendőr főhadnagy
- Anders Thomas Jensen: Ádám almái... Paul
- Shakespeare a mellényzsebben... Vásárló, Amerikából visszaszakadt avantgárd hazánk fia

## Rendezése
- Rákoss Péter – Bornai Tibor: Mumus   (Móricz Zsigmond Színház, Nyíregyháza)

## Filmek, tv
- Oscar Wilde: Salome (1988)... Menasse, rabszolga
- Hevesi Sándor: Császár és komédiás (1989)... Theodor, színész (színházi előadás tv-felvétel)
- Itt a vége, pedig milyen unalmas napnak indult (1995)
- Film... (2000)
- Kisváros (sorozat)

Gazdátlan veszedelem 1-2. című rész (2000)
Ki nevet a végén? 1-2. rész (2001)

## Hangoskönyv
- Ezerrel : Guillaume Dépardieu és Jean-Marc Fogiel beszélgetései (2011) felolvassa:Horváth Illés és Avass Attila

## Díjai, elismerései
- Ostar-díj, legjobb férfi epizodista (1996)
- Móricz-gyűrű (2004)